# Propionate de fluticasone
Pour les articles homonymes, voir Fluticasone.
Le propionate de fluticasone, est un glucocorticoïde utilisé dans le traitement de l'asthme et est vendu sous les marques Flovent et Flonase, entre autres.

## Mode d'action
c'est un glucocorticoïde qui permet la diminution de l'inflammation.

## Usage médical
C'est un médicament stéroïdien. Lorsqu'il est inhalé, il est utilisé pour la gestion à long terme de l'asthme et de la BPCO. Dans le nez, il est utilisé contre le rhume des foins et les polypes nasaux,. Il peut également être utilisé pour les aphtes.

## Effets secondaires
Les effets secondaires courants en cas d'inhalation comprennent les infections des voies respiratoires supérieures, la sinusite, le muguet et la toux. Les effets secondaires courants lorsqu’il est utilisé dans le nez comprennent des saignements de nez et des maux de gorge.

## Histoire
Le propionate de fluticasone a été breveté en 1980 et approuvé pour un usage médical en 1990. Il est disponible sous forme de médicament générique. Aux États-Unis, le coût de gros par pulvérisation est d'environ 0,33 dollars américains en 2018. Au Royaume-Uni, cela coûte au NHS environ 0,13 livres sterling par pulvérisation à partir de 2019.
En 2018, c'était le seizième médicament le plus prescrit aux États-Unis, avec plus de 34 millions d'ordonnances,.

## References
1. 1 2 3 4 5  « Fluticasone Propionate Monograph for Professionals » [archive du 28 février 2019], Drugs.com, American Society of Health-System Pharmacists (consulté le 27 février 2019)
2. 1 2  « Fluticasone Propionate eent Monograph for Professionals » [archive du 28 février 2019], Drugs.com, American Society of Health-System Pharmacists (consulté le 27 février 2019)
3. 1 2 3  British national formulary : BNF 76, 76, 2018, 262, 1172 (ISBN 9780857113382)
4. ↑  « Flixonase aqueous spray » [archive du 25 septembre 2019], Sheffield Teaching Hospitals, juin 2018 (consulté le 31 janvier 2020)
5. ↑  János Fischer et C. Robin Ganellin, Analogue-based Drug Discovery, John Wiley & Sons, 2006 (ISBN 9783527607495, lire en ligne [archive du 28 février 2019]), p. 487
6. ↑  « NADAC as of 2018-12-19 » [archive du 19 décembre 2018], Centers for Medicare and Medicaid Services (consulté le 22 décembre 2018)
7. ↑  « The Top 300 of 2021 » [archive du 12 février 2021], ClinCalc (consulté le 18 février 2021)
8. ↑  « Fluticasone - Drug Usage Statistics » [archive du 12 avril 2020], ClinCalc (consulté le 18 février 2021)